# Wild Child (canción de Enya)
«Wild Child» es el segundo sencillo de Enya de su álbum A Day without Rain.
En Alemania, Japón y Corea el sencillo fue publicado sólo en CD; en cambio en el Reino Unido, se publicó también el casete.
«Wild Child» se usó como banda sonora de film japonés llamado Calmi Cuori Appasionati de 2001.
El dúo musical de eurodance CJ Crew grabó una versión dance del tema que apareció en su recopilatorio Dancemania Speed 10 de 2002.
El tema «Midnight Blue» presente en el sencillo fue posteriormente arreglado e incluido como el tema principal del álbum And Winter Came... de Enya en 2008.

## Lista de canciones

### Versión oficial
| CD sencillo |                                 |                |          |  |
| N.º         | Título                          | Autor          | Duración |  |
| 1.          | «Wild Child»                    | Enya/Roma Ryan | 3:33     |  |
| 2.          | «Midnight Blue»                 | Enya           | 2:04     |  |
| 3.          | «Song of the Sandman (Lullaby)» | Enya/Roma Ryan | 3:40     |  |
| 9:03        |                                 |                |          |  |

### Primera versión (promocional)
| Edición promocional |              |                |          |  |
| N.º                 | Título       | Autor          | Duración |  |
| 1.                  | «Wild Child» | Enya/Roma Ryan | 3:33     |  |
| 3:33                |              |                |          |  |

- Datos: Q820087